# 拉萨师范学院
拉萨师范学院，前身拉萨师范高等专科学校，是中华人民共和国西藏自治区拉萨市的一所师范类高等专科学校，其校址位于拉萨市娘热路43号。该校前身是拉萨市文化教育局创办的“师资培训班”。1975年8月，经过西藏自治区人民政府批准，拉萨市师范学校成立，1978年该校迁至娘热路43号的现校址。2006年2月14日，经过全国高校设置评议委员会的批准，该校升格为师范类高等专科学校，并更名为拉萨师范高等专科学校。2025年初教育部同意升格并更名为拉萨师范学院。